# Coup de foudre garanti
Pour plus de détails, voir Fiche technique et Distribution.
Coup de foudre garanti (Love, Guaranteed) est un film américain réalisé par Mark Steven Johnson et sorti en 2020.

## Synopsis
À Seattle, Susan, une avocate, décide de défendre Nick, qui attaque une application de rencontre promettant de trouver l'amour mais a échoué malgré 986 rendez-vous.

## Fiche technique
- Titre : Coup de foudre garanti
- Titre original : Love, Guaranteed
- Réalisation : Mark Steven Johnson
- Scénario : Elizabeth Hackett et Hilary Galanoy
- Musique : Ryan Shore
- Photographie : José David Montero
- Montage : Kathryn Himoff
- Production : Rachael Leigh Cook, Margret H. Huddleston, Stephanie Slack et Dan Spilo
- Société de production : Off Camera Entertainment
- Pays de production :  États-Unis
- Genre : Comédie romantique
- Durée : 90 minutes
- Dates de sortie : 
  - Monde : 3 septembre 2020 (sur Netflix)

## Distribution
- Rachael Leigh Cook (VF : Karine Foviau) : Susan Whitaker
- Damon Wayans Jr. (VF : Jean-Baptiste Anoumon) : Nick Evans
- Heather Graham (VF : Marie-Eugénie Maréchal) : Tamara Taylor
- Caitlin Howden (VF : Audrey Sourdive) : Melanie
- Brendan Taylor (VF : Mathias Kozlowski) : Gideon
- Sebastian Billingsley-Rodriguez : Oliver
- Sean Amsing (VF : Thierry Gondet) : Roberto
- Lisa Durupt (VF : Nathalie Bienaimé) : Denise
- Alvin Sanders (VF : Thierry Desroses) : Jerome
- Jed Rees (VF : Loïc Houdré) : Bill Jones
- Kandyse McClure (VF : Aurélie Konaté) : Arianna
- Colin Foo : M. Yang
- Quynh Mi : Rita Wu
- Claire Hesselgrave (VF : Claire Morin) : Pam

 Source et légende : version française (VF) sur RS Doublage

## Accueil
Le film a reçu un accueil défavorable de la critique. Il obtient un score moyen de 39 % sur Metacritic.